# Ludwig Heinrich Buchholtz
Ludwig Heinrich von Buchholtz (ur. 1740, zm. 1811) – pruski dyplomata, rezydent pruski w Warszawie w latach 1780-1787, poseł nadzwyczajny i minister pełnomocny króla Prus Fryderyka Wilhelma II w Rzeczypospolitej w latach 1787-1789 i od sierpnia 1792 do września 1794.
13 października 1788 na Sejmie Czteroletnim ogłoszono jego deklarację, w której przestrzegał zgromadzonych przed wiązaniem się sojuszem wojskowym z Rosją przeciwko Turcji, ofiarując w zamian przymierze polsko-pruskie, gwarantujące całość i niepodległość Rzeczypospolitej. Jego działania przyczyniły się walnie do zawarcia sojuszu polsko-pruskiego w 1790 i zrzucenia istniejącego nieprzerwanie od 1768 rosyjskiego protektoratu nad Rzecząpospolitą.
Na sejmie grodzieńskim w 1793 przeprowadził ratyfikację traktatu II rozbioru Polski. Został prezydentem Prus Południowych.
Bucholtz uważał, że poseł rosyjski Osip Igelström, przez swą nieudolność sprowokował Polaków do powstania w 1794 roku. Sam Bucholtz znany był z taktu i przyjaznego usposobienia.
W liście z 2 kwietnia 1794 roku Buchholtz poinformował swojego króla, o tym, że poseł hiszpański w Polsce Domingo de Iriarte y Nieves Ravelo podzielił się z nim wieściami z hiszpańskiej ambasady w Konstantynopolu, że tamtejszy przedstawiciel Francji Marie Louis Descorches cieszy się na zbliżające się powstanie w Polsce, a więc ostrzegał Prusaka przed insurekcją 1794 roku.